# كوري برينجاس
كوري ميتشل (بالإنجليزية: corey bringas)‏، (ولد في 2 يوليو، 1985 في سان دييغو، كاليفورنيا)، هو ممثل أمريكي وممثل أداء صوتي، أشتهر بأداء شخصية مايلز في مغامرات سونيك.

## وصلات خارجية
- كوري برينجاس على موقع IMDb (الإنجليزية)